# Соляков, Пётр Васильевич
 Пётр Васильевич Соляко́в  (29 января 1897 года, г. Вытегра Олонецкой губернии — 1962 года, Ленинград) — советский партийный и государственный деятель, председатель Совета народных комиссаров Карельской Автономной ССР (1937—1940).

## Биография
После окончания в 1915 году вытегорского ремесленного училища работал телеграфистом в почтово-телеграфной конторе.
В 1916 году призван в армию, служил сапёром в лейб-гвардии Волынском полку в Петрограде.
С 1918 года член РКП(б)— комиссар связи Вытегорского уезда.
С 1919 года — в РККА, комиссар связи бригады Северного фронта.
С 1920 года — на хозяйственных должностях в Вытегре.
В 1926—1928 годах — председатель Вытегорского районного исполкома.
В 1928—1937 годах — на хозяйственных должностях в Ленинграде и Ленинградской области. Окончил высшую партийную школу при ЦК ВКП(б).
С октября 1937 года — председатель Совета народных комиссаров Карельской Автономной ССР.
Избирался делегатом XVIII съезда ВКП(б), VIII чрезвычайного съезда Советов СССР, депутатом Верховного Совета СССР 1 созыва.
С 1940 года — 3-й секретарь ЦК ВКП(б) Карело-Финской ССР, курировал деятельность промышленных предприятий республики. Избирался депутатом Верховного Совета Карело-Финской ССР.
В 1946 году награждён орденом Трудового Красного Знамени за организацию деятельности лесной промышленности республики в годы Великой Отечественной войны.
С должности 3-го секретаря ЦК ВКП(б) Карело-Финской ССР ушёл по собственному желанию. Из заявления в ЦК ВКП(б) от 9 ноября 1946 года:

 «… по причине несработанности с первым секретарём прошу перевести меня на другую работу».— «Карелия» № 27 (18 марта) 2010 г.
В 1947 году назначен на должность управляющего трестом «Южкареллес», затем — заместитель министра лесного хозяйства Карело-Финской ССР.
В 1950 году отстранён от должности и осужден по «Ленинградскому делу». Был реабилитирован и освобождён в 1956 году.
Последние годы жизни провёл в Ленинграде. Скончался в 1962 году.

## Семья
Сыновья:
- Всеволод (участник Великой Отечественной войны, инженер-конструктор ОТЗ, умер в 1990 году в Петрозаводске)
- Владимир (в 1942 году принят в Соловецкую школу юнг, затем воевал на флоте, умер в 2002 году в Петрозаводске)
- Василий (студент ПетрГУ, умер в эвакуации в Сыктывкаре)